# James Lowther, 1:e earl av Lonsdale
James Lowther, 1:e earl av Lonsdale, född den 5 augusti 1736, död den 24 maj 1802, var en brittisk politiker.
Lowther behärskade inte mindre än nio platser i underhuset. Han var 1757-84 själv medlem av underhuset och låg djupt inne i tidens politiska intriger; han upphöjdes 1784 till earl av Lonsdale.